# Kang Sun-nam
Kang Sun-nam (hangul: 강순남) é um político e general norte-coreano que foi ministro da Defesa de 2022 a 2024. Ele também é membro da Comissão Militar Central do Partido dos Trabalhadores da Coreia (PTC) e membro do 8º Comitê Central do Partido dos Trabalhadores da Coreia.
Anteriormente, ele foi diretor do Departamento de Defesa Civil do Partido dos Trabalhadores da Coreia, que supervisiona a Guarda Vermelha Operária e Camponesa e ocupou cargos como Vice-Ministro das Forças Armadas Populares e Comandante da 671ª Grande Unidade Combinada.

## Biografia
Sua data e local de nascimento são desconhecidos. Ele foi eleito pela primeira vez em 2015, ao ser eleito membro do comitê funerário do Marechal Ri Ul Sol, falecido em 7 de novembro daquele ano. Em 24 de dezembro do mesmo ano, participou de um exercício de operação conjunta das Grandes Forças Combinadas, atuando como comandante da 671ª Força Combinada. No 7º Congresso do Partido dos Trabalhadores da Coreia, realizado em 9 de maio de 2016, foi eleito membro do Comitê Central do partido, e embora o momento de sua nomeação seja desconhecido, ele se tornou Vice-Ministro das Forças Armadas Populares. Em 25 de julho de 2017, ele compareceu ao 90º aniversário da fundação do Exército de Libertação Popular da China na Embaixada da China na Coreia do Norte e se encontrou com o Embaixador Chinês Li Jinjun.
Foi eleito delegado na eleição de representantes para a 14ª Assembleia Popular Suprema, realizada em 10 de março de 2019. No 8º Congresso do Partido dos Trabalhadores da Coreia, realizado em 5 de janeiro de 2021, foi eleito membro do 8º Comitê Central. Na 1ª Reunião Plenária do 8º Comitê Central do partido, realizada em 10 de janeiro, foi também eleito membro da 8ª Comissão Militar Central e nomeado Diretor do Departamento da Indústria de Munições do Comitê Central.
Em 9 de setembro de 2021, no desfile militar que comemorou o 73º aniversário da fundação do país, foi confirmado que ele foi nomeado diretor do departamento de Defesa Civil do PTC.
Em 14 de abril de 2022, foi promovido a general por ordem da Comissão Militar Central. Em agosto daquele ano, ele fez um relatório para a 6ª reunião da Guarda Vermelha dos Trabalhadores e Camponeses.
Em 31 de dezembro de 2022, durante uma sessão plenária do PTC, Kang foi nomeado ministro da Defesa.
Em julho de 2023, o ministro da Defesa da Rússia, Sergei Shoigu, visitou a Coreia do Norte por ocasião do 70º aniversário do fim da Guerra da Coreia. Durante a visita, encontrou-se com Kang Sun-nam e com o líder norte-coreano Kim Jong-un. Na reunião, Shoigu elogiou o Exército Popular da Coreia, chamando-o de “o mais poderoso do mundo”.
Em 8 de outubro de 2024, durante a 11ª Sessão da 14ª Assembleia Popular Suprema, Kang foi substituído por No Kwang-chol como ministro da Defesa.